# Verkehrshelfer

Verkehrszeichen: Richtzeichen Nummer 356

In Deutschland sind Verkehrshelfer Bürger, die in der Regel ehrenamtlich in bestimmten Verkehrssituationen den Verkehrsteilnehmern helfend zur Seite stehen. Sie nehmen keine hoheitlichen Aufgaben wahr, dürfen also keine Sperrungen oder Verkehrsregelungen vornehmen. Sie sind durch das Verkehrszeichen 356 mit identischer Bezeichnung in die StVO § 42 (Richtzeichen) eingegliedert.
Der Vorgänger, das Verkehrszeichen „Schülerlotse“ mit derselben Ordnungsziffer, wurde in „Verkehrshelfer“ umbenannt, da es in Deutschland die Rechtsgrundlage für eine größere Vielfalt von engagierten Helfern im Straßenverkehr zulässt.
So werden neben der Hilfe bei der Fahrbahnquerung für Schüler (die „klassischen“ Schülerlotsen) Verkehrshelfer auch bei Großveranstaltungen zur Zuleitung auf Parkplätze oder zur Information über Umleitungen eingesetzt.

## Geschichte
Ihren Ursprung haben die Verkehrshelfer in der Schweiz. Dort tragen sie den Namen Verkehrskadetten. Die Schweizer Kadetten waren zunächst Soldaten, die zur Verkehrsleitung auf Kreuzungen eingesetzt wurden. Jetzt übernimmt diese Funktion der Schweizerische Verkehrskadetten Verband.
In Deutschland wurde der Schülerlotsendienst am 14. Januar 1953 durch den damaligen Bundesverkehrsminister Hans-Christoph Seebohm gegründet. Die Verkehrskadetten gibt es seit 1972 in Deutschland. Beide Gruppierungen wurden 1992 unter dem Begriff „Verkehrshelfer“ in die StVO aufgenommen.

## Einsatzgebiete
Die Aufgabenbestimmung für „Verkehrshelfer“ hat sich im Laufe der Zeit stetig erweitert. Ihr Einsatz hat sich in vielfältigen Situationen bewährt:

### Einsatz auf dem Schulweg
Schulweghelfer, Schulbuslotsen und Schulbusbegleiter, umgangssprachlich „Schülerlotsen“ genannt, sichern den Verkehr in erster Linie für schulpflichtige Kinder. Insbesondere in der „Schul-Rushhour“ kommt ihnen eine besondere Bedeutung zu. In der Regel handelt es sich um ältere Schüler, die für ihre jüngeren und unerfahrenen Mitschüler an gefährlichen Stellen den Schulweg sichern und ihnen über die Straße helfen. Aber auch Eltern, ältere Geschwister oder andere Erwachsene nehmen die Aufgabe wahr. Bundesweit sind rund 50.000 Schülerlotsen im Einsatz.
Schulbuslotsen wiederum unterstützen die sichere Beförderung mit dem Schulbus. Sie sorgen an den Haltestellen für Sicherheit, indem sie den Bereich der Wartefläche zur Fahrbahn hin absichern. Sie helfen beim Ein- und Aussteigen und achten während der Fahrt darauf, dass sich die Schüler rücksichtsvoll verhalten.
Interessierte Schüler können sich ab dem 13. Lebensjahr und der 7. Klasse für die Ausbildung zum Schüler- oder Buslotsen melden. In Brandenburg kann sie sogar bereits ab dem 11. Lebensjahr und in Berlin ab der 5. Klasse absolviert werden. Die Ausbildung wird von der Polizei übernommen und durch den Verband der Automobilindustrie (VDA) finanziell unterstützt. Die Weiterentwicklung des Ausbildungskonzepts und die Ausstattung der „Schülerlotsen“ mit ihrer Dienstkleidung liegt bei der Deutschen Verkehrswacht.
Eine spezielle Schulweghilfe stellt die auf Elterninitiative in mehreren Staaten bereits etablierte Aktion Pedibus dar, bei der engagierte Erwachsene zu Schulanfang vor allem Schulanfänger in kleinen Gruppen von einem sicheren Sammelplatz aus die letzte Wegstrecke zu Fuß auf das Schulgelände zu geleiten.

### Einsatz im Umfeld der „Schul-Rushhour“
Das besonders zu Schulbeginn zu zahlreichen Unfällen führende Problem „Schul-Rushhour“ zwingt viele Schulen zu der Maßnahme, in dem besonders gefährdenden Nahbereich um die Schulen und Kindergärten zu den Stoßzeiten freiwillige Verkehrshelfer zum Schutze der Kinder einzusetzen.

### Einsatz bei Großveranstaltungen
Verkehrshelfer können auch bei Großveranstaltungen auf Weisung der Verkehrswacht, der Ordnungsbehörden oder der Polizei eingesetzt werden, um den Straßenverkehr rund um das Veranstaltungsgelände abzusichern sowie unter besonderer Genehmigung zu leiten. Diese Verkehrshelfer werden als Verkehrskadetten bezeichnet und sind mindestens 14 Jahre alt. Sie müssen eine zusätzliche Ausbildung durchlaufen, wobei sie im Umgang mit Verkehrsteilnehmern besonders geschult werden. Derzeit sind rund 700 Jugendliche als Verkehrskadetten tätig.
Verkehrskadetten gibt es noch nicht flächendeckend. Im Vorstand der Deutschen Verkehrswacht wurde die „Arbeitsgemeinschaft zur Förderung der Jugendarbeit in der Deutschen Verkehrswacht e.V.“ eingerichtet, die unter anderem die Verbreitung der Verkehrskadetten-Idee unterstützt.

### Einsatz in der Verkehrserziehung
Verkehrshelfer erfüllen auch im Rahmen der Ausbildung junger Verkehrsteilnehmer eine wichtige Funktion: Beim Erwerb des Fußgängerdiploms erhalten geeignete ältere Schüler, aber auch interessierte Eltern, als sogenannte „Schutzengel“ nach einer verkehrspädagogischen Einweisung Verantwortung übertragen für ein ihnen speziell anvertrautes Kind und seine Sicherheit. Diese Mentorentätigkeit erfolgt ehrenamtlich ohne eine materielle Honorierung.